# Trapped Under Ice
Trapped Under Ice er en sang af thrash metal-bandet Metallica. Denne sang er fra deres andet album Ride the Lightning fra 1984.
Det er en af sangene på Ride the Lightning der holder fast i de hurtige rytmer fra Kill 'Em All og indeholder ekstrem guitarspil med mange teknikker, der normalt ikke findes i Metallicas sange. Det er en af Metallicas sjældnest spillede sange, kun spillet i sin helhed 3 gange. Første gang den 18. november 1984 i Paris i Frankrig.
Sangens introriff var skrevet at Kirk Hammett, da han spillede i thrash metal-bandet Exodus, i en demo kaldet Impaler.
Sangen er også som den eneste Metallica-sang med i Guitar Hero: World Tour.

## Ekstern henvisning
- Trapped Under Ice sangtekst